# Idaea actiosaria
Idaea actiosaria är en fjärilsart som beskrevs av Walker 1861. Idaea actiosaria ingår i släktet Idaea och familjen mätare. Inga underarter finns listade i Catalogue of Life.